# Głos Kapłana
Głos Kapłana – dwutygodnik, organ prasowy ruchu księży patriotów w Polsce Ludowej, wydawany od 15 lutego do października 1950 roku w nakładzie 8 tysięcy egzemplarzy.
Teksty antykościelne, ukazujące się na jego łamach spowodowały interwencję prymasa Stefana Wyszyńskiego, który 13 października 1950 roku wydał dekret zakazujący wydawania, abonowania, czytania, przechowywania i popierania tego laickiego pisma. W wyniku tej interwencji pismo zastąpiono nowym Ksiądz Obywatel (wydawane od grudnia 1950 roku do czerwca 1953 roku).
Wśród redagujących czasopismo byli ks. płk Stanisław Wilkowski (redaktor naczelny), ks. ppłk Henryk Weryński (przewodniczący kolegium redakcyjnego), ks. płk Julian Humeński, ks. Franciszek Wilczek, ks. Stanisław Owczarek, ks. Andrzej Lemparty, ks. Bolesław Kulawik, ks. Jan Kroczek, ks. Roman Szemraj.